# لعبة النسيان (مسلسل)
لعبة النسيان هو مسلسل تلفزيوني مصري، سيناريو وحوار تامر حبيب، إخراج أحمد شفيق وبطولة دينا الشربيني، مقتبس عن المسلسل الإيطالي عندما ذهبت بعيدا. عُرض المسلسل لأول مرة، في رمضان 24 أبريل 2020.

## قصة المسلسل
تدور أحداث المسلسل حول رقية، والتي تجسدها دينا الشربيني، حيث تعرضت لحادث أدى إلى دخولها غيبوبة 4 أشهر وفقدانها الذاكرة المتعلقة بأخر 6 سنوات من عمرها، وأنها تسببت في مقتل زوجها بسبب خيانتها.

## طاقم العمل
- دينا الشربيني:(رقية)
- أحمد داود:(خالد وهدان/عمرو وهدان)
- أحمد صفوت:(أمجد الشيال)
- إنجي المقدم:(بهيرة)
- محمود قابيل:(يحيى الشيال)
- أسماء أبو اليزيد:(رانيا)
- علي قاسم:(نادر الشيال)
- رجاء الجداوي:(زينب)
- أسماء جلال:(لمياء)
- هديل حسن:(نادين)
- حسن مالك:(مازن)
- هنا داود:(تمارا)
- آدم وهدان:(الطفل يحيى)
- مريم الخشت:(زينة)
- إبراهيم طارق:(صديق مازن)
- باسل الزارو:(ضيف شرف)
- هدير عبد الناصر
- مريهان معاذ

## تصوير
أعُلن في 24 مايو 2020 إصابة رجاء الجداوي بمرض فيروس كورونا أثناء تصوير الحلقات الأخيرة من المسلسل.

## وصلات خارجية
- صفحة المسلسل على موقع السينما